# コオバシギ

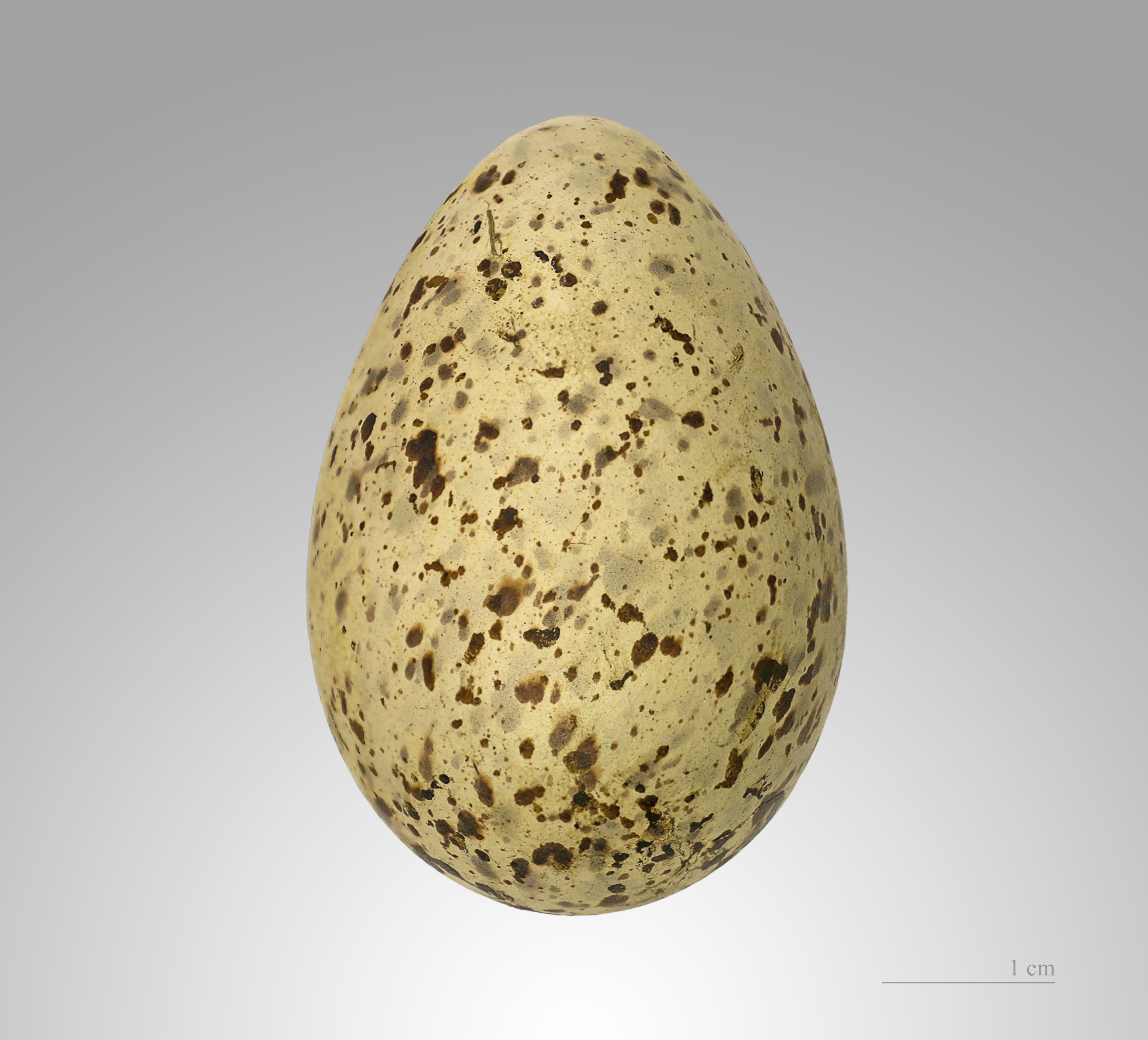
Calidris canutus

コオバシギ（小尾羽鴫、小姥鴫、学名: Calidris canutus）は、チドリ目シギ科に分類される鳥類の一種である。

## 分布
シベリア北部、北アメリカ北部、グリーンランド北部で繁殖し、冬季は西ヨーロッパ、アフリカ、中南米、インドネシア、オーストラリア、ニュージーランドなどへの渡りをおこない越冬する。形態が似ているオバシギと比べると分布は広いが、局地的である。
日本では、旅鳥として春と秋の渡りの時に全国各地に渡来するが数は少ない。オバシギの群れに混じっていることが多い。秋に渡来するのは幼鳥が多い。

## 形態
体長約24cm。オバシギより一回り小さい。夏羽は頭部から腹までが赤褐色で、背は濃い茶褐色。下腹部と下尾筒は白色である。腰は白地に褐色の斑があるため、灰色に見える。嘴は黒で、やや短めである。冬羽は、体の上面が灰褐色になる。雌雄同色である。

## 生態
非繁殖期は干潟、水田、河口、海岸等に生息し、小規模の群れを形成する。繁殖期は、ツンドラ地帯に生息する。
砂泥地で、甲殻類、ゴカイ、昆虫類などを捕食する。植物の種子を食べることもある。
繁殖時期は6-7月で、地上に営巣し、普通4卵を産む。雌は産卵後暫くすると巣から離れ、それ以降は雄が抱卵、育雛をする。
鳴き声は「ノッ」「ポッポ」。